# 1482
1482 (MCDLXXXII) var ett normalår som började en tisdag i den julianska kalendern.

## Händelser

### Januari
- 17 januari – Stillestånd, vilket avslutar kriget, sluts mellan Sverige och Ryssland i Novgorod.

### Okänt datum
- Leonardo Da Vinci flyttar till Milano och erbjuder hertig Ludovico Sforza il Moro, sin tjänster som konstnär och ingenjör. Han stannar där sedan i 18 år.
- Svante Nilsson (Sture) blir svenskt riksråd.[1]
- På ett riksmöte i Kalmar förhandlas ett förslag till en framtida unionsförfattning för Kalmarunionen fram.
- Sedan Kristian I:s död året innan har den norska tronen stått tom. Jon Svalesson Smör blir nu norsk drots i avsaknaden av en norsk kung, men vid hans död året därpå blir den danske kungen Hans även kung av Norge.
- Den första tryckta boken i Norden ges ut då Johann Snell från Lübeck i Odense trycker ett breviarium för Odense stift.
- Detta eller kommande år gör bönder i södra Västergötland uppror mot skatteförtrycket och gör i princip Marks och Kinds härader självständiga till 1486.

## Födda
- 29 juni – Maria av Aragonien, drottning av Portugal

## Avlidna
- 27 mars – Maria, regerande hertiginna av Burgund
- 25 augusti – Margareta av Anjou, drottning av England 1445–1461 och 1470–1471 (gift med Henrik VI)

### Fotnoter
1. ↑  Historiesajten (läst 6 april 2011)